# Hofgarten (Innsbruck)
Le Hofgarten d'Innsbruck est un jardin public dans Innsbruck au bord de la vieille ville, à côté du Hofburg et du Tiroler Landestheater.

## Histoire
Le parc est aménagé il y a six cents ans sur une plaine inondable. Les premiers jardins sont de style Renaissance et baroque. Le jardin à l'anglaise date d'il y a 150 ans, il est une conception de Friedrich Ludwig von Sckell qui fut réalisée quarante ans après par un jardinier inconnu. Il existe dans le jardin des plantes posées par l'impératrice Marie-Thérèse d'Autriche.
Le jardin est entretenu par l'Österreichische Bundesgärten, qui dépend du ministère fédéral de l'Agriculture et de l'Environnement.
La palmeraie présente une collection de 1 700 espèces.

## Source, notes et références
- (de) Cet article est partiellement ou en totalité issu de l’article de Wikipédia en allemand intitulé « Hofgarten (Innsbruck) » (voir la liste des auteurs).